# Zaphne manuata
Zaphne manuata är en tvåvingeart som beskrevs av Griffiths 1998. Zaphne manuata ingår i släktet Zaphne och familjen blomsterflugor. Inga underarter finns listade i Catalogue of Life.